# Goodenia glauca
Goodenia glauca är en tvåhjärtbladig växtart som beskrevs av F Muell. Goodenia glauca ingår i släktet Goodenia och familjen Goodeniaceae. Inga underarter finns listade i Catalogue of Life.